# Physematium canescens
Physematium canescens — вид родини вудсієвих (Woodsiaceae), ендемік Мексики.

## Опис
Листки ланцетоподібні перисто-двоперисто-роздільні. Пера сидячі, досить віддалені, довгасті нижні, яйцювато-трикутні верхні, тупі, зверху запушені, знизу волосаті. Сегменти яйцеподібні або коротко-довгасті тупі, по краю тупо-зубчасто-хвилясті. Стеблини листка висхідні, короткі, помірно лускаті, блідо-запушені. Каудекс повзучий, лускатий.

## Поширення
Ендемік Мексики (Сьюдад-де-Мексика, штат Мексика, Оахака, Пуебла, Сан-Луїс-Потосі)